# NHL ve Spojeném království
Několik zápasů základní části kanadsko-americké hokejové National Hockey League se odehrálo i ve Spojeném království v rámci NHL Premiere. Zatím všechna utkání proběhla v Londýně v O2 Aréně.
| Poř. | Datum      | Zápas                             | Výsledek | Diváci, Češi v utkání |
| ---- | ---------- | --------------------------------- | -------- | --------------------- |
| 1.   | 29.09.2007 | Anaheim Ducks – Los Angeles Kings | 1:4      | 17 500 diváků         |
| 2.   | 30.09.2007 | Los Angeles Kings – Anaheim Ducks | 1:4      | 17 500 diváků         |

## Historie
V roce 1938 přijely po konci sezóny 1937/38, v rámci tzv. European Tour, do Londýna dva týmy NHL (Montreal Canadiens a Detroit Red Wings), aby zde (a v Paříži ve Francii) odehrály několik přátelských zápasů. Historicky první (přátelský) zápas týmů NHL v Evropě se odehrál 21. dubna 1938 v Londýně a Montreal v něm vyhrál nad Detroitem 5:4 po prodloužení. V celkem devíti zápasech European Tour uspěl tým Canadiens s bilancí 5-1-3 (v Londýně 3-1-2, v Paříži 2-0-1).
Další dva zápasy, tentokrát mezi Boston Bruins a New York Rangers, se uskutečnily v Londýně v roce 1959, v rámci evropského turné těchto týmů po Švýcarsku, Francii, Belgii, Německu a Rakousku. V Londýně každý tým jednou vyhrál, celková bilance turné byla příznivější pro Rangers 11–3–9.
V roce 1992 sehrály v Londýně v rámci Canadiens English games před začátkem sezóny dva zápasy týmy Chicago Blackhawks a Montreal Canadiens (2:3 a 5:4 PP).
O rok později, v roce 1993, v Londýně ve stejném formátu vyhrál tým New York Rangers nad Toronto Maple Leafs 5:3 a 3:1.
V roce 2007 se v Londýně uskutečnily první zápasy základní části NHL v Evropě, ještě předtím (roce 1998) se hrálo v Japonsku – poprvé mimo USA a Kanadu.